# Peter Lind

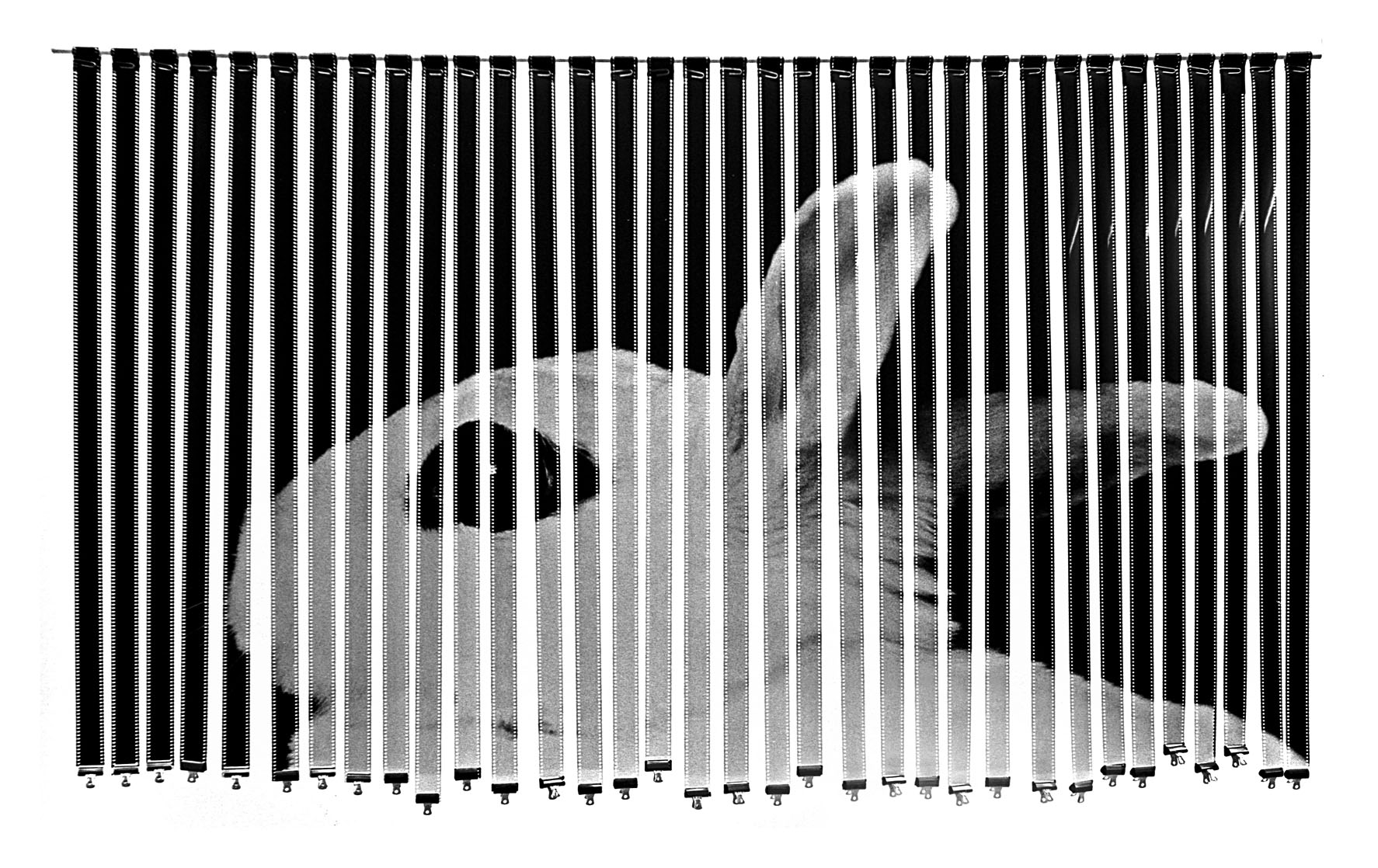
Výtvarné dílo Petra Linda

Peter Lind (* 1961, Kodaň) je dánský fotograf, současný umělec a výtvarník nových médií. Práce Petera Linda vychází z dokumentárních postřehů a stojí na křižovatce konceptuální fotografie, instalace a narativní struktury. Svá díla vystavoval v Rakousku, Austrálii, Argentině, Dánsku, Francii, Německu, Řecku, USA, Itálii, Španělsku, Polsku, Švédsku nebo Vietnamu.

## Životopis
Lind se narodil v Kodani. Studoval kinematografii na Istituto di Scienze Cinematografiche e Audiovisive ve Florencii, 1983 a University of Copenhagen 1984. Jeho dílo je trvale zastoupeno v několika veřejných sbírkách: Brandts Museum of Photographic Art, National Museum of Photography, The Danish Art Foundation (Statens Kunstfond) Esbjerg Art Museum.

## Publikace
- Film city. Catalogue of an exhibition held at Greenaway Art Gallery, 3-28 February 1999.
- The Royal Library Denmark − CD-ROM: From here to here to there to there to here 2001
- The cat lab, by Peter Lind: Documentation of the exhibition, 27. May - 2. July 2016. ISBN 978-87-987920-1-7
- Reverse collection. 2018ISBN 9788798792031